# 农业气象学
农业气象学是指研究气象条件与农业生产相互关系的学科。涉及到应用气象学与农学。农业气象学可能會探討如何配合氣象及氣候資訊來種植农作物或是增加其產量，一方面和气象學和水文学有關，另一方面也可能和园艺、畜牧业或林业有關。

## 外部連結
- INSAM - The International Society for Agricultural Meteorology （页面存档备份，存于）